# Chapelle Saint-Étienne de Ranchot (Jura)
La chapelle Saint Étienne est située à Ranchot dans le département du Jura, en France.
Cette chapelle, fondée en 1430, est une propriété communale. Autrefois dédiée à sainte Anne, saint Roch, saint Sébastien, elle l’est maintenant à saint Étienne. La messe y était célébrée deux fois par an : le jour des rogations et le 8 novembre. Initialement composée d’une nef, elle a subi de nombreuses transformations au cours des siècles (1760...).

## Aspect juridique
Le prêtre de la paroisse, Raymond Monneyeur, confirme que la chapelle est désaffectée du culte depuis 1995. La chapelle et le mobilier présent dans celle-ci appartiennent à la commune, l’église en avait que la jouissance.
Les démarches administratives sont réalisées afin de réhabiliter la chapelle en salle d’exposition culturelle à caractère non permanent conformément à l’article GN6 de l’arrêté du 25 juin 1980. Elle est reclassée par la commission de sécurité et d’accessibilité de la sous-préfecture de Dole le 24 juillet 2008.
En 2008, lors de la fête du village, Christiane Vuillemot, artiste peintre du village, expose ses toiles au foyer rural où il est constaté que le lieu ne les met pas en valeur et ne se prête pas à de telles expositions.
Peu de temps sera nécessaire à la nouvelle municipalité en place depuis mars 2008 pour constater que la région est riche en artistes mais pauvre en salles d’exposition dignes de ce nom. La chapelle deviendra une galerie artistique pour des expositions temporaires, et cela tout en lui conservant son identité propre à un lieu de culte.
Cette idée reçoit un accord unanime du conseil municipal, le projet sera porté par la mairie et conduit par Édith Tissot.
La municipalité a réalisé les travaux extérieurs[Quand ?] : réfection de la toiture, réfection des crépis extérieurs.
Les diverses formalités accomplies, la restauration est réalisée et la chapelle, devenue salle d’exposition temporaire est inaugurée le 8 mai 2008.
Toutefois, en juin 2009, la municipalité est contactée par Pierre Compagnon, chancelier de l’évêché de Saint-Claude. Ce dernier ne retrouve pas de document officiel de la désaffectation de la chapelle dans les archives diocésaines, malgré les informations transmises. Cette situation doit être régularisée [Quand ?] et les démarches sont en cours, en effet, faute de désaffectation officielle, la réhabilitation de la chapelle pourrait faire jurisprudence dans d’autres communes qui souhaitant faire de même de leurs édifices religieux.

## Restauration
Les premiers travaux ont débuté en juin [Quand ?], plusieurs bénévoles se sont attaqués à la poussière et surtout aux nombreuses araignées qui s’étaient appropriées les lieux !
Concernant les travaux à réaliser : plusieurs solutions ont été étudiées. Celle retenue a été la réalisation des travaux par les bénévoles, Ce choix s’explique pour deux raisons 
un coût estimé des travaux trop élevé et le fait que plusieurs habitants, toutes générations confondues, ont adhéré au projet dès le début et cela avec une énergie sans faille.
Les travaux ont réellement débuté en septembre 2008, au rythme de un samedi par mois. Puis après une trêve hivernale, la cadence s’est intensifiée dès la reprise, au rythme de deux samedis par mois. Les travaux réalisés ont été conséquents :
Une partie du plafond, au-dessus de la porte d’entrée, avait subi de gros dommages causés par une infiltration d’eau avant la réfection de la toiture. Elle a été remplacée par des plaques de plâtre. Les murs qui présentaient de nombreuses zones où le plâtre tombait ont été rebouchés, Les grilles des fenêtres poncées avant d’être repeintes, L’entourage de la porte d’entrée a été ramené en pierre apparente, des pierres ont été taillées puis réajustées au-dessus de la porte. Il a ensuite été sablé, puis les joints ont été crépis à la chaux, la partie inférieure des murs de la nef couverts de salpêtre a été recouverte de plaque de plâtre avec un vide d’air permettant leur aération. Tous les trous de la voûte de la nef ont été enduits. La barrière séparant la nef du cœur a été poncée puis repeinte. Le sol, soit environ 60 m2 a été passé à la brosse métallique. L’intégralité des murs et plafond ont été repeints.
Concernant le mobilier religieux, l’ensemble des pièces en bois (chandelier, tabernacle…) a été restauré par Henri Lucat.
Des nouvelles fenêtres ont été réalisées par Henri Lucat et Gérard Prouvot.
Les travaux d’électricité ont été réalisés par une entreprise de Dole, afin de répondre aux normes de sécurité électrique deux rampes de 10 spots basse consommation installées dans la partie d’exposition afin de permettre une lumière orientée sur les œuvres exposées. Cinq spots ont également été installés dans la nef afin de mettre en valeur les divers objets religieux de la chapelle.
Durant cette période, les objets religieux ont été entreposés dans les locaux de la mairie. Ils ont tous été remis dans la nef afin de conserver l’identité religieuse de la chapelle.
La rosace présente au plafond a été conservée en l’état, des moulures couleur vieil or ont été apposées afin de délimiter un espace autour de celle-ci pour repeindre le plafond.
Tous ces travaux, ont été réalisés par des bénévoles qui parfois n’avaient aucune connaissance des travaux de bâtiment tel qu'enduit, rebouchage, pose de plaques de plâtre, mais ont cependant été réalisés avec professionnalisme. Des dons ont permis de redonner un caractère religieux dans la nef de la chapelle, notamment ont été offerts une nappe d’autel, un mannequin qui a été habillé avec les vêtements de prêtre présent dans la chapelle, un lutrin ainsi qu’une bible
Sylvie de Vesvrotte, adjointe au conservateur du musée des beaux-arts de Dole, a visité les lieux. Deux tableaux ont d’ailleurs été classés à la suite de ces visites[réf. nécessaire].

## L'inauguration
Les travaux terminés, l’ouverture de la salle d’exposition et surtout la reconnaissance d’une seconde jeunesse à la chapelle du village s’est officiellement effectuée le 8 mai 2009.

## Les expositions

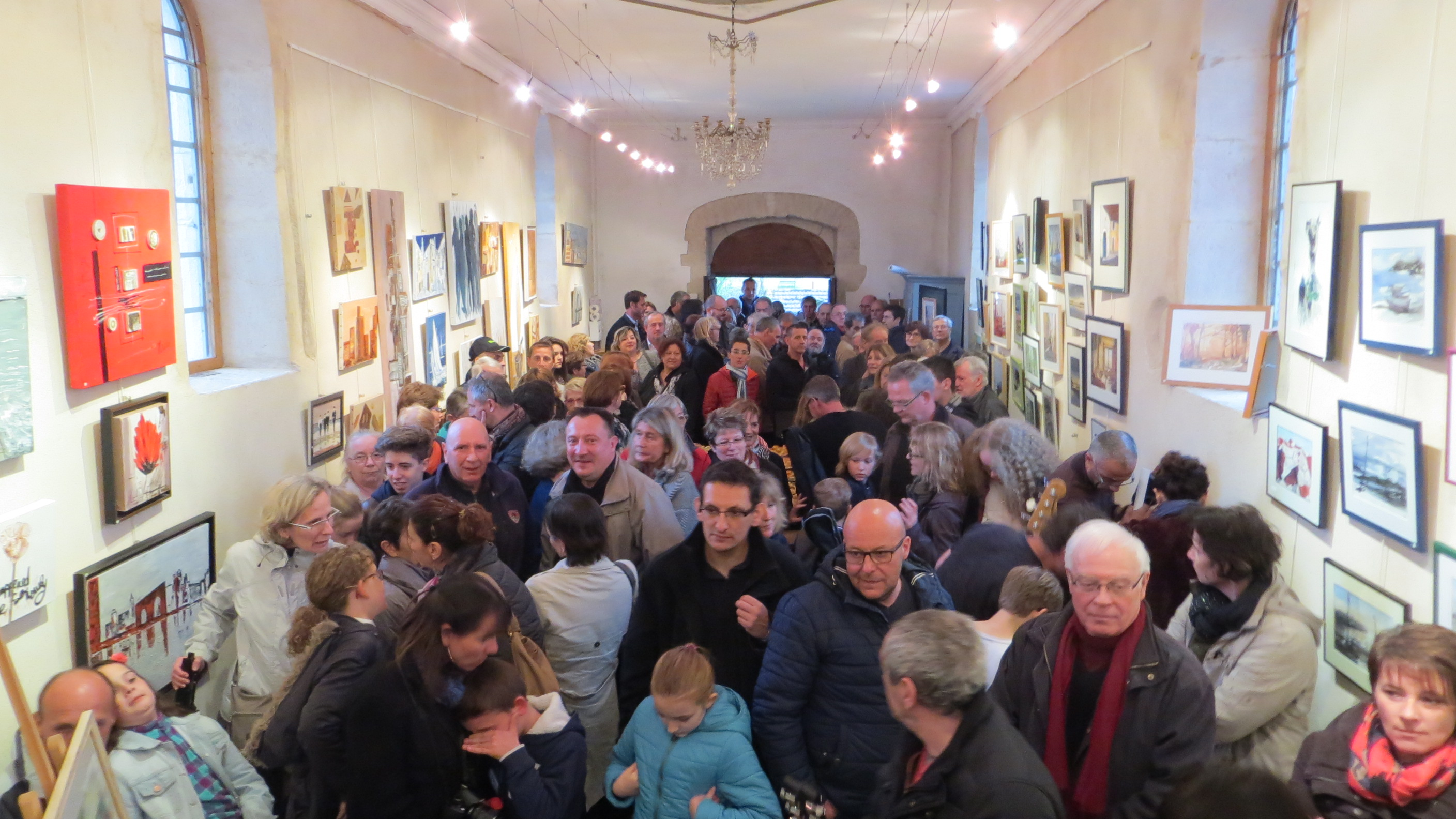
Lancement de la saison artistique 2016.

Depuis le 8 mai 2009, les expositions se succèdent. La liste des artistes exposés, ainsi quelques photos de leurs œuvres sont visibles sur le site internet consacré à la chapelle.